# Румянцев, Иван Алексеевич
Иван Алексеевич Румя́нцев (1841, Калязинский уезд, Тверская губерния — 18 февраля 1902, Петрозаводск) — российский общественный деятель, градоначальник Петрозаводска, купец.

## Биография
Родился в деревне Синицыно (приход села Скнятино) Калязинского уезда Тверской губернии в крестьянской семье. Вёл торговлю галантереей и мануфактурой.
Неоднократно избирался гласным Петрозаводского уездного земского собрания и гласным городской думы.
10 августа 1893 года был избран городским головой Петрозаводска. Из-за разногласий с Олонецкой губернской администрацией уже 24 августа подал в отставку.
Был награждён четырьмя золотыми и тремя серебряными медалями «За усердие».
Похоронен на Зарецком кладбище Петрозаводска.

## Семья
Жена — Меланья Ивановна (1847—1891). Семья Румянцевых была многодетной — десять детей.